# アナログディスク
アナログディスク（analog disc）は、アナログ信号を記録するディスクメディアである。
デジタルディスクと異なり、変調された連続値がそのまま記録されており、誤り訂正も使えないため、傷や汚れに弱い。現在、広く利用されているものはない。

## アナログディスクの種類

### アナログオーディオディスク
- グルーヴレコード（SP、LP、EP）

### アナログビデオディスク
- レーザーディスク（音声データ部分はデジタル規格にも対応）
- VHD

なお、VHDの技術を応用したオーディオディスクであるAHDはデジタルオーディオディスクである。